# Ornella Mail
Ornella Mail (née le 5 juin 2002) est une jument de saut d'obstacles baie, inscrite au stud-book du Selle français. Cette fille de Lando et petite-fille d'Alligator Fontaine est montée par le cavalier français Patrice Delaveau.

## Histoire
Elle naît le 5 juin 2002 au haras de Brullemail appartenant à Bernard le Courtois, en France. Elle est acquise par le haras des Coudrettes en juillet 2011, d'où l'affixe *HDC.
Blessée à un jarret, elle est mise à la retraite début décembre 2016, à l'âge de 14 ans, pour devenir poulinière,,. Ses adieux à la compétition sont célébrés à Villepinte.

## Description
Ornella Mail est une jument de robe baie, inscrite au stud-book du Selle français. Patrice Delaveau la décrit comme sensible et caractérielle. Elle possède un style de saut signature qui lui est particulier, avec un très fort passage de dos. Ce style est apprécié du public.

## Palmarès

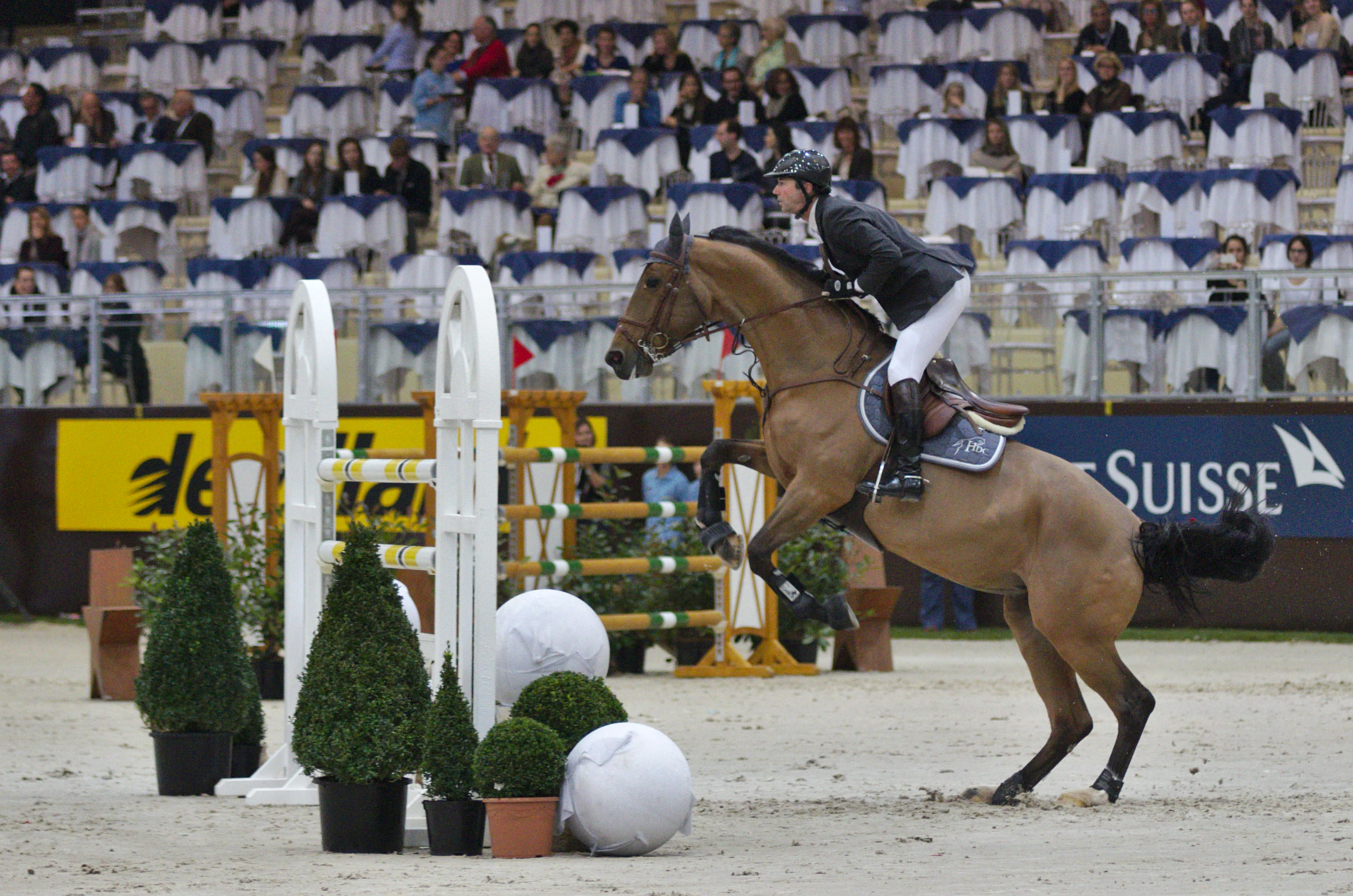
Patrice Delaveau et Ornella Mail*HDC au Concours hippique international de Genève en 2013.

Elle est 39e du classement mondial des chevaux d'obstacle établi par la WBFSH en octobre 2012.
- Octobre 2011 : vainqueur du Grand Prix d'Helsinki[9]
- 2012 :  14e à la finale de la Coupe du monde de saut d'obstacles 2011-2012 à Bois-le-Duc[1].
- Mai 2016 : vainqueur du derby des Pays de la Loire lors du CSIO5* Jumping international de France à La Baule, à 1,45 m[1],[10].
- Juin 2016 : vainqueur de l′Eversheds prijs du CSI5* de Rotterdam, à 1,50 m[1].

## Origines
Ornella Mail est une file de l'étalon danois Lando et de la jument Selle française Jenna Mail, par Alligator Fontaine.